# 山西文艺广播
山西文艺广播是山西省的一个调频广播，频率为FM101.5MHz，开播于1995年4月25日，曾名为山西人民广播电台文艺台（文艺调频），是山西省境内第一套以文艺为主题的广播频道。2004年山西省广电系统改制后，FM101.5MHz的频率及电台呼号转属中国黄河电视台，而原山西文艺广播工作人员及频道资源整体平移至山西广播电视总台下辖的新成立的山西音乐广播（FM94MHz）。